# Phalloniscus bolivianus
Phalloniscus bolivianus är en kräftdjursart som beskrevs av Albert Vandel1952. Phalloniscus bolivianus ingår i släktet Phalloniscus och familjen Dubioniscidae. Inga underarter finns listade i Catalogue of Life.